# Frederick Dundas
Frederick Dundas (* 14. Januar 1802 in Hampton, Middlesex; † 26. Oktober 1872 in Westminster, Middlesex) war ein britischer Politiker der Liberal Party.

## Leben
Dundas war der einzige Sohn des Politikers Hon. Charles Lawrence Dundas (1771–1810) aus dessen Ehe mit Lady Caroline Beauclerk († 1838). Sein Vater war ein jüngerer Sohn des Thomas Dundas, 1. Baron Dundas (1741–1820), seine Mutter eine Tochter von Aubrey Beauclerk, 5. Duke of St. Albans. Am 2. Juni 1847 heiratete er Grace Gore († 1868), Tochter des Sir Ralph Gore, 7. Baronet. Dundas starb 1872 im Alter von 70 Jahren in seinem Haus in Westminster (24 Hanover Square).

## Politischer Werdegang
Bei den Unterhauswahlen 1837 trat Dundas als Nachfolger von Thomas Balfour als Kandidat der Liberal Party im Wahlkreis Orkney and Shetland an. Wie auch bei den folgenden Unterhauswahlen 1841 bewarb sich kein zweiter Kandidat um das Mandat, sodass Dundas ohne Gegenstimme in das britische Unterhaus einzog. Mit Arthur Anderson fand sich bei den Unterhauswahlen 1847 erstmals ein Gegenkandidat. Dieser konnte mit einem Stimmenanteil von 53,3 % die Wahl für sich entscheiden, sodass Dundas zunächst aus dem Parlament ausschied. Bei den Wahlen 1852 kandidierte Dundas erneut für Orkney and Shetland und errang das Mandat des Wahlkreises ein weiteres Mal. Abermals hielt er bei den folgenden Wahlen 1857, 1859 sowie 1865 sein Mandat ohne Gegenkandidat. Ein letztes Mal kandidierte Dundas bei den Unterhauswahlen 1868. Mit 61,6 % konnte er die Stimmmehrheit auf sich vereinen. Mit seinem Ableben 1872 wurden im Wahlkreis Orkney and Shetland Nachwahlen erforderlich. Das Mandat gewann sein Parteikollege Samuel Laing.